# Федеральный конституционный закон Российской Федерации

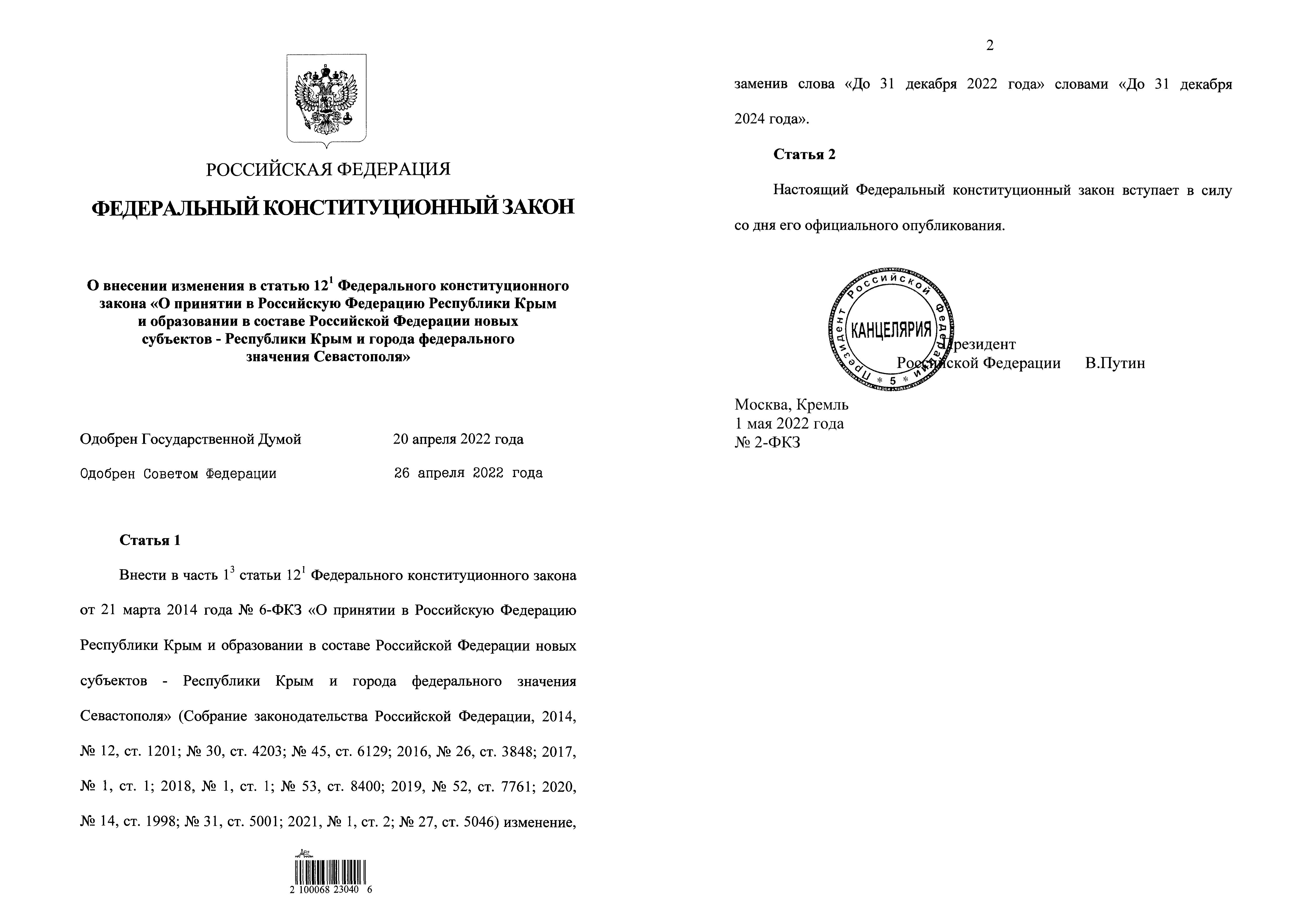
Федеральный конституционный закон от 01.05.2022 № 2-ФКЗ «О внесении изменения в статью 12.1 Федерального конституционного закона "О принятии в Российскую Федерацию Республики Крым и образовании в составе Российской Федерации новых субъектов — Республики Крым и города федерального значения Севастополя"»

Федера́льный конституцио́нный зако́н Росси́йской Федера́ции — разновидность федеральных нормативных правовых актов, принимаемых в соответствии с Конституцией Российской Федерации по вопросам, предусмотренным Конституцией. Федеральный конституционный закон обладает повышенной юридической силой по сравнению с федеральным законом (федеральные законы не должны противоречить федеральным конституционным законам), но пониженной по сравнению с законом Российской Федерации о поправке к Конституции Российской Федерации.

## Вопросы, предусматривающие принятие Федеральных конституционных законов
Вопросы, предусматривающие принятие Федеральных конституционных законов, содержатся в следующих статьях Конституции Российской Федерации:
| ч. 1, 2 ст. 56    | режим чрезвычайного положения |
| ч. 2 ст. 65       | порядок принятия в Российскую Федерацию и образование в её составе нового субъекта                                                                       |
| ч. 5 ст. 66       | изменение статуса субъекта Российской Федерации |
| ч. 1 ст. 70       | описание и порядок официального использования государственных флага, герба и гимна Российской Федерации                                                  |
| п. а в ст. 84     | порядок назначения референдума |
| ч. 3 ст. 87       | режим военного положения |
| Статья 88         | порядок введения Президентом чрезвычайного положения |
| п. е ч. 1 ст. 103 | порядок деятельности Уполномоченного по правам человека                                                                                                  |
| ч. 2 ст. 114      | порядок деятельности Правительства Российской Федерации                                                                                                  |
| ч. 3 ст. 118      | установление судебной системы Российской Федерации |
| ч. 3 ст. 128      | полномочия, порядок образования и деятельности Конституционного Суда Российской Федерации, Верховного Суда Российской Федерации и иных федеральных судов |
| ч. 2 ст. 135      | порядок созыва Конституционного собрания |
| ч. 1 ст. 137      | принятие в Российскую Федерацию и образование в её составе нового субъекта Российской Федерации                                                          |

При этом по одному вопросу может приниматься несколько ФКЗ, по нескольким вопросам — один ФКЗ. В настоящее время не принят ФКЗ, определяющий порядок созыва Конституционного собрания и ФКЗ, определяющий изменение конституционно-правового статуса субъекта Российской Федерации.

## Порядок принятия федерального конституционного закона

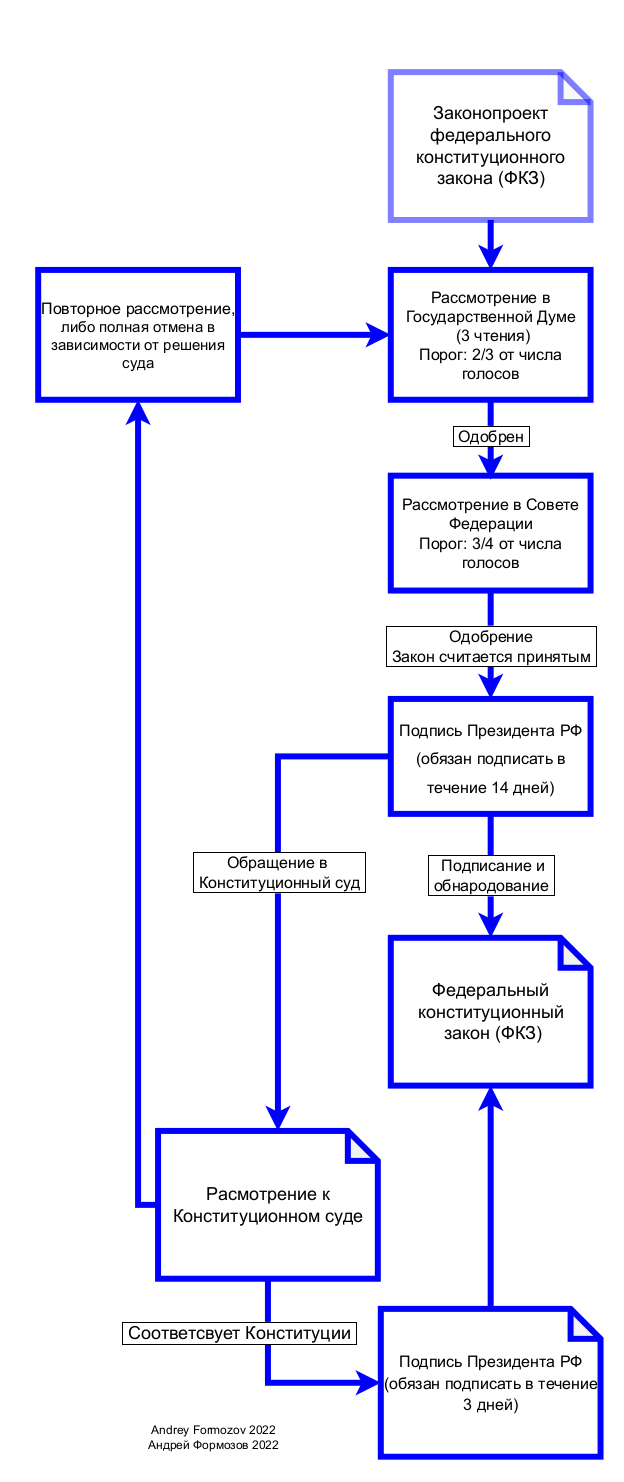
Диаграмма наглядно иллюстрирует порядок принятия федеральных конституционных законов в Российской Федерации

Порядок принятия федеральных конституционных законов установлен Конституцией Российской Федерации и регламентами палат Федерального собрания. В соответствии со статьёй 108 Конституции Российской Федерации, федеральный конституционный закон считается принятым, если он одобрен двумя третями депутатов Государственной Думы и тремя четвертями сенаторов Российской Федерации.
Принятый федеральный конституционный закон в течение четырнадцати дней подлежит подписанию Президентом Российской Федерации и обнародованию. Если Президент Российской Федерации в течение указанного срока обратится в Конституционный Суд Российской Федерации (далее — Суд) с запросом о проверке конституционности федерального конституционного закона, срок для подписания такого закона приостанавливается на время рассмотрения запроса Судом. Если Суд подтвердит конституционность федерального конституционного закона, Президент Российской Федерации подписывает его в трехдневный срок с момента вынесения Судом соответствующего решения. Если Суд не подтвердит конституционности федерального конституционного закона, Президент Российской Федерации возвращает его в Государственную Думу без подписания. 
Право вето Президента на федеральные конституционные законы не распространяется.
В название закона включается его регистрационный номер с буквенным индексом -ФКЗ  и дата принятия (подписания президентом). Нумерация законов последовательна, но не является сквозной, а возобновляется с номера 1 каждый год, поэтому наиболее краткой корректной ссылкой на закон может быть его номер и год принятия.

## Опубликование и вступление в силу федеральных конституционных законов
Конституция Российской Федерации обязывает опубликовывать федеральные конституционные  законы. Неопубликованные федеральные конституционные законы не применяются.
Для регламентирования опубликования и вступления в силу федеральных конституционных законов и ряда других актов Президентом России был подписан Федеральный закон от  14.06.1994 № 5-ФЗ «О порядке опубликования и вступления в силу федеральных конституционных законов, федеральных законов, актов палат Федерального Собрания».
Законом установлен перечень изданий, в которых осуществляется официальное опубликование федеральных конституционных законов. К ним относится:
- «Парламентская газета»;
- «Российская газета»;
- «Собрание законодательства Российской Федерации»;
- «Официальный интернет-портал правовой информации» (www.pravo.gov.ru).

Обязанность по опубликованию федеральных конституционных законов лежит на Президенте России. Он обязан после подписания федерального конституционного закона направить его для опубликования.
Федеральные конституционные законы вступают в силу одновременно на всей территории Российской Федерации по истечении 10-ти дней после дня их официального опубликования, если самими законами не установлен другой порядок вступления их в силу.

## Принятые федеральные конституционные законы
На июнь 2024 года в Российской Федерации действует 153 федеральных конституционных закона, больше половины — «О внесении изменений…».

## Практическое применение федеральных конституционных законов
На сегодняшний день на практике были применены почти все принятые и действующие ФКЗ, кроме Федерального конституционного закона от 30.05.2001 г. № 3-ФКЗ «О чрезвычайном положении» и Федерального конституционного закона от 28.06.2004 г. № 5-ФКЗ «О референдуме Российской Федерации»
Последним был применён Федеральный конституционный закон от 30.01.2002 г. № 1-ФКЗ «О военном положении».